# アニタ・ロバーツ
アニタ・バウアー・ロバーツ（英: Anita Bauer Roberts、1942年4月3日 - 2006年5月26日）は、米国の分子生物学者でTGF-βタンパク質の先駆的な観察を行った人物である。TGF-βは、傷や骨折の治癒に重要であり、がんを阻害したり刺激したりする二重の役割を持つタンパク質である。
世界で最も引用されている生物科学者のトップ50にランクインしている。

## 生い立ち
ロバーツは1942年4月3日にペンシルベニア州ピッツバーグで生まれ、そこで育った。1964年、彼女はオーバリン大学で化学の学士号を取得し卒業した。1968年、彼女はウィスコンシン大学マディソン校で生化学の博士号を取得し、ヘクター・デルーカの下でレチノイド代謝の研究に従事した。
ハーバード大学で博士研究員、航空宇宙研究応用センターでスタッフ化学者、インディアナ大学ブルーミントンで化学の講師を務めた。

## 経歴
1976年、ロバーツはメリーランド州ベセスダにあるアメリカ国立衛生研究所の一部であるアメリカ国立がん研究所に入所した。1995年から2004年まで、ロバーツは同研究所の細胞制御・発がん研究室の主任を務め、2006年に亡くなるまで研究を続けた。
1980年代初頭、ロバーツと彼女の同僚たちは、一般にTGF-βと呼ばれる形質転換増殖因子βタンパク質の実験を始めた。
ロバーツはウシの腎臓組織からこのタンパク質を単離し、その結果をヒトの血小板や胎盤組織から採取したTGF-βと比較した。その後、研究所の研究者たちは、このタンパク質の特徴を明らかにするために一連の実験を開始した。その結果、TGF-βは体内の他の成長因子にシグナルを送り、傷や骨折を早く治すのに中心的な役割を果たしていることがわかった。
TGF-βは後に、心臓の鼓動や老化に対する眼の反応の調節など、さらなる作用を持つことが示された。ロバーツと他の研究者たちは、TGF-βが乳がんや肺がんなどの進行がんでは成長を促進する一方で、一部のがんの成長を抑制することを発見した。
ロバーツは創傷治癒学会（Wound Healing Society）の元会長であり、2005年にはアメリカ芸術科学アカデミーの会員に選出された。
ロバーツ自身、2004年3月にステージIVの胃がんと診断された。日々の闘病生活をブログに綴り、がんコミュニティで一定の名声を得た。

## 受賞歴
ロバーツは、科学分野への貢献に対していくつかの賞を受賞している。その中には、レオポルド・グリフエル賞（2005年）、FASEB Excellence in Science Award（FASEB Excellence in Science Award、2005年）、Komen Brinker Award for Scientific Distinction（Komen Brinker Award for Scientific Distinction、2005年）が含まれる。彼女の名を冠したレクチャー・シリーズがある。
2005年現在、彼女は最も引用されている科学者の49位であり、女性科学者の中では3番目に引用されている。